# Tetragnatha kamakou
Tetragnatha kamakou är en spindelart som beskrevs av Gillespie 1992. Tetragnatha kamakou ingår i släktet sträckkäkspindlar, och familjen käkspindlar. Inga underarter finns listade i Catalogue of Life.